# I Put a Spell on You (album)
Pour les articles homonymes, voir I Put a Spell on You (homonymie).
Albums de Nina Simone
Broadway-Blues-Ballads
(1964) Pastel Blues
(1965)
I Put a Spell on You est un album de la chanteuse et pianiste Nina Simone sorti en 1965 chez Philips Records.
L'album est classé à la 88e place du classement des 100 meilleurs albums d'Apple Music en 2024.

## Chansons reprises
- I Put a Spell on You est une chanson composée en 1956 par Screamin' Jay Hawkins. La version originale est interprétée avec ironie, mais Nina Simone l'a transformée en chanson d'amour soutenue par des cuivres et des cordes. Devenue l'une de ses chansons les plus connues, Nina Simone a choisi I Put a Spell on You comme titre de son autobiographie en 1992. Par ailleurs, les Beatles s'en sont inspirés pour composer Michelle.

- Tomorrow Is My Turn est une traduction en anglais d'une chanson de Charles Aznavour écrite en 1962, L'Amour, c'est comme un jour.

## Liste des morceaux
| No  | Titre                           | Paroles                                              | Musique                         | Durée |
| --- | ------------------------------- | ---------------------------------------------------- | ------------------------------- | ----- |
| 1.  | I Put a Spell on You            | Jay Hawkins, Herb Slotkin                            | Jay Hawkins, Herb Slotkin       | 2:34  |
| 2.  | Tomorrow Is My Turn             | Marcel Stellman                                      | Charles Aznavour                | 2:48  |
| 3.  | Ne me quitte pas                | Jacques Brel                                         | Jacques Brel, Gérard Jouannest  | 3:34  |
| 4.  | Marriage is for Old Folks       |                                                      |                                 | 3:29  |
| 5.  | July Tree                       |                                                      |                                 | 2:41  |
| 6.  | Gimme Some                      |                                                      |                                 | 2:57  |
| 7.  | Feeling Good                    | Anthony Newley, Leslie Bricusse                      | Anthony Newley, Leslie Bricusse | 2:53  |
| 8.  | One September Day               |                                                      |                                 | 2:48  |
| 9.  | Blues on Purpose (instrumental) |                                                      |                                 | 3:16  |
| 10. | Beautiful Land                  |                                                      |                                 | 1:54  |
| 11. | You've Got to Learn             | Charles Aznavour / version anglaise: Marcel Stellman |                                 | 2:41  |
| 12. | Take Care of Business           |                                                      |                                 | 2:03  |